# 赛瑟阿尔姆
赛瑟阿尔姆（德語：Seiser Alm），意大利语称阿尔佩迪休西（義大利語：Alpe di Siusi），是欧洲最高的山地牧场，位于意大利多洛米蒂山，是一个重要的旅游景点，尤其适合滑雪和徒步旅行。